# Bezirk Seypusch
Bezirk Seypusch – dawny powiat (Bezirk) kraju koronnego Królestwo Galicji i Lodomerii, funkcjonujący w latach 1854–1867. Siedzibą starostwa było miasto Seypusch (Żywiec).

## Historia
Bezirk Seypusch utworzono w ramach reformy uwłaszczeniowej z okresu Wiosny Ludów (1848–1849), która likwidowała jurysdykcję właściciela ziemskiego nad poddanymi. W Galicji, dominium – jako podstawowa jednostka administracyjna i filar systemu feudalnego straciło rację bytu. Konieczne stało się zatem wprowadzenie nowego systemu administracyjnego, którego zręby powstały w latach 1851–1855. Nowy trójstopniowy podział administracyjny objął 21 cyrkułów (niem. Kreise), 179 małych powiatów (niem. Bezirke) i ponad 6000 gmin (niem. Gemeinde). 
Bezirk Seypusch objął obszar o wielkości 7,2 mil², zamieszkany przez 26.526 ludzi i podzielony na 33 gminy katastralne, w tym miasto Seypusch. Wszedł w skład cyrkułu wadowickiego, jako jeden z jego trzynastu powiatów ziemskich. Od zachodu, na krótkim odcinku, powiat graniczył ze Śląskiem Austriackim, stanowiącym kraj koronny Cesarstwa Austrii, natomiast od południowego wschodu – z Zalitawią. 1 maja 1860 zniesiono cyrkuł wadowicki, a jego cały obszar włączono do cyrkułu krakowskiego.
Po nadaniu Galicji autonomii oraz powołaniu samorządu gminnego i powiatowego w 1865 zlikwidowano cyrkuły (Kreise). Dotychczasowe małe powiaty (Bezirke) w liczbie 179, utrzymały się do 1867 roku, kiedy to w następstwie kolejnej reformy administracyjnej (23 stycznia 1867) zostały zastąpione przez 74 większe powiaty. Jednym z tych nowych powiatów był powiat żywiecki, w skład którego wszedł m.in. w całości zniesiony Bezirk Seypusch.

## Podział administracyjny (1854)
| Lp. | Gmina jednostkowa    | Powierzchnia | Ludność | Powiat w 1867 po zniesieniu |
| --- | -------------------- | ------------ | ------- | --------------------------- |
| 1   | Seypusch (M)         | 1601         | 3335    | żywiecki                    |
| 2   | Isep                 | 1601         | 255     | żywiecki                    |
| 3   | Zabłocie             | 1057         | 780     | żywiecki                    |
| 4   | Zarzecze             | 709          | 386     | żywiecki                    |
| 5   | Zadziele             | 642          | 411     | żywiecki                    |
| 6   | Żywiec Stary         | 558          | 188     | żywiecki                    |
| 7   | Moszczanica          | 1519         | 836     | żywiecki                    |
| 8   | Pewel Mała           | 207          | 244     | żywiecki                    |
| 9   | Czernichów           | 1368         | 515     | żywiecki                    |
| 10  | Leśna                | 568          | 518     | żywiecki                    |
| 11  | Lipowa               | 7184         | 1319    | żywiecki                    |
| 12  | Ostre                | 1205         | 298     | żywiecki                    |
| 13  | Międzybrodzie        | 1743         | 786     | żywiecki                    |
| 14  | Pietrzykowice        | 2006         | 960     | żywiecki                    |
| 15  | Radziechowy          | 5789         | 1912    | żywiecki                    |
| 16  | Sienna               | 289          | 308     | żywiecki                    |
| 17  | Słotwina             | 394          | 396     | żywiecki                    |
| 18  | Tresna               | 1301         | 557     | żywiecki                    |
| 19  | Wieprz ad Żywiec     | 2283         | 693     | żywiecki                    |
| 20  | Hucisko              | 668          | 274     | żywiecki                    |
| 21  | Jeleśnia             | 4286         | 1909    | żywiecki                    |
| 22  | Korbielów            | 4163         | 750     | żywiecki                    |
| 23  | Koszarawa            | 5460         | 1801    | żywiecki                    |
| 24  | Krzyżowa z Krzyżówką | 3226         | 1139    | żywiecki                    |
| 25  | Mutne                | 374          | 252     | żywiecki                    |
| 26  | Pewel Wielka         | 2813         | 1094    | żywiecki                    |
| 27  | Przyborów            | 5581         | 1397    | żywiecki                    |
| 28  | Przyłęków            | 641          | 282     | żywiecki                    |
| 29  | Sopotnia Mała        | 5634         | 799     | żywiecki                    |
| 30  | Sopotnia Wielka      | 4096         | 705     | żywiecki                    |
| 31  | Sporysz z Obszarem   | 1764         | 567     | żywiecki                    |
| 32  | Świnna               | 2101         | 457     | żywiecki                    |
| 33  | Trzebinia            | 1117         | 403     | żywiecki                    |

Objaśnienie:
(M) = miasto; (m) = miasteczko